# 全烏克蘭祖國聯盟
全乌克兰联盟“祖国”（烏克蘭語：Всеукраїнське об'єднання "Батьківщина", Vseukrayins'ke Obyednannya Bat'kivshchyna；簡稱祖國黨）是烏克蘭親歐盟政黨，領導人為尤莉婭·季莫申科。

## 歷史
季莫申科最初在1998年議會選舉中是列在全乌克兰协会“社区”的政黨名單裡，但在村社黨領袖帕夫洛·拉扎連科於1999年春天因貪污調查潛逃至美國後，該黨成員紛紛加入其他議會黨團，季莫申科也在此時成立全烏克蘭聯盟「祖國」。
2002年議會選舉，祖國黨是季莫申科聯盟的主要成員。
2005年3月，蘋果黨併入祖國黨。
2007年議會選舉中，祖國黨也是季莫申科聯盟一員。季莫申科聯盟贏得450席中的156席。
在2014年10月26日举行的第8届议会选举中，祖国党遭到历史性惨败，仅获得议会全部450个议席的19席。2019年選舉又增至26席，並在閣外支持人民公僕的多數政府，但不久後又改為反對黨。
祖國黨目前是歐洲人民黨的觀察員。

## 外部連結
- 官方網站（页面存档备份，存于） （乌克兰語）